# 燕洞镇
燕洞乡，是中华人民共和国广西壮族自治区河池市巴马瑶族自治县下辖的一个乡镇级行政单位。

## 行政区划
燕洞乡下辖以下地区：
龙甲村、交乐村、龙凤村、龙田村、同合村、赖满村、燕洞村、龙威村、新力村、洪晚村、子帽村和岩廷村。